# Republikanische Milizionärin in Barcelona

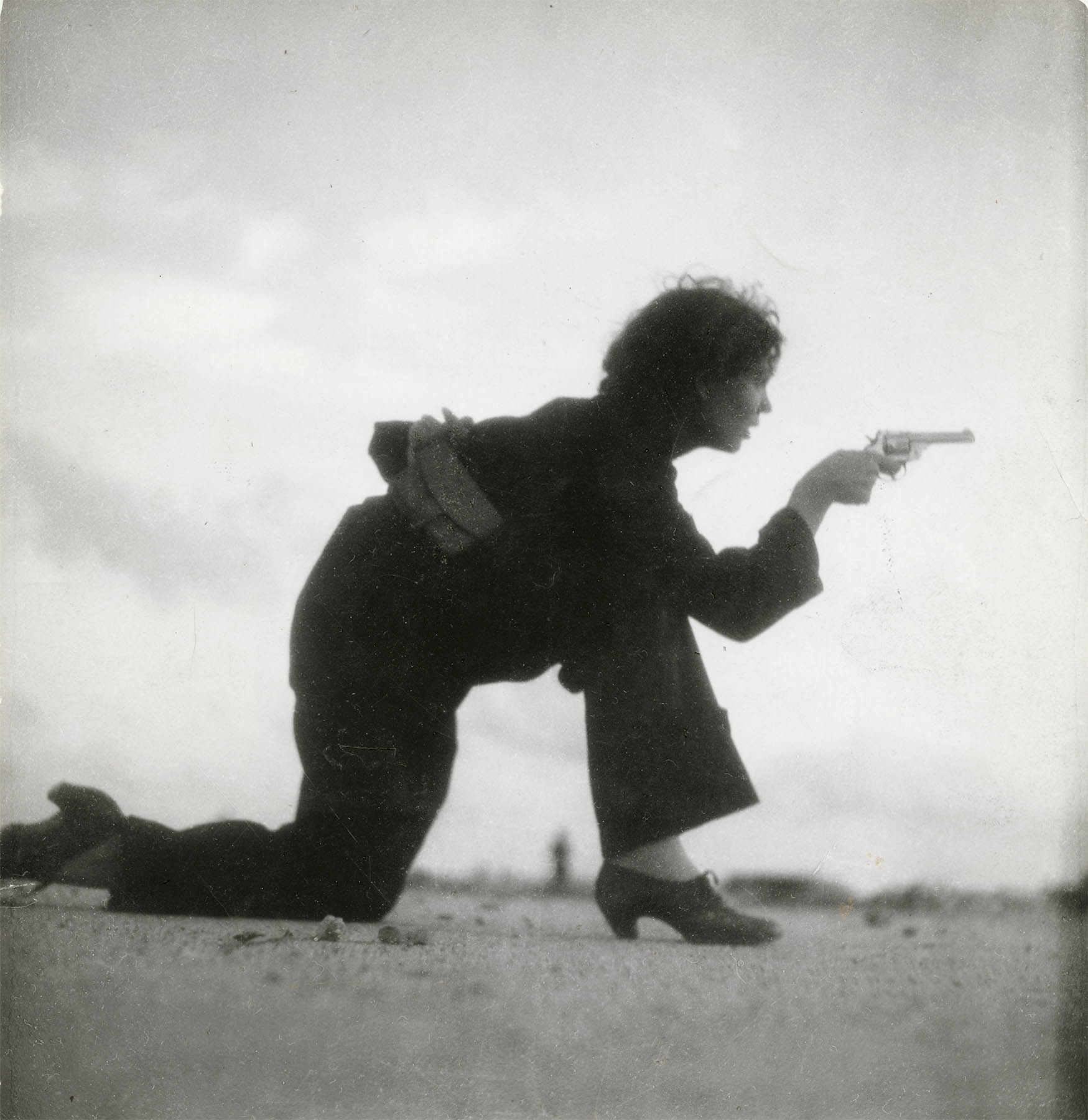
Gerda Taro: Republikanische Milizionärin in Barcelona, 1936

Republikanische Milizionärin in Barcelona ist ein  Foto von Gerda Taro aus dem Jahr 1936.
Das Foto zeigt eine republikanische Milizionärin beim Training am Strand Somorrostro in Barcelona   im Stadtteil Barceloneta. Das Foto wurde im Format 6 × 6 cm mit einer Rolleiflex aufgenommen. Taro benutze diese Kamera in Barcelona während des Bürgerkriegs. Zum ersten Mal wurde das Foto in dem französischen Magazin VU publiziert.